# Арнезано
Арнезано (італ. Arnesano, сиц. Arnisanu) — муніципалітет в Італії, у регіоні Апулія,  провінція Лечче.
Арнезано розташоване на відстані близько 510 км на схід від Рима, 140 км на південний схід від Барі, 7 км на захід від Лечче.
Населення — 4048 осіб (2014).
Щорічний фестиваль відбувається першої неділі липня. Покровитель — Gesù Crocifisso.

## Демографія
Населення за роками:

Станом на 1 січня 2023 року в муніципалітеті офіційно проживало 170 іноземців з 37 країн, серед них 53 громадяни країн Євросоюзу та 3 громадяни України.

## Сусідні муніципалітети
- Карм'яно
- Копертіно
- Лечче
- Леверано
- Монтероні-ді-Лечче
- Новолі